# 帕韦拉马
帕韦拉马是巴西南大河州的一个市镇。总面积171.607平方公里，总人口7616人，人口密度44.4人/平方公里。